# Куксимово
Куксимово — деревня в Грязовецком районе Вологодской области.
Входит в состав Юровского муниципального образования, с точки зрения административно-территориального деления — в Юровский сельсовет.
Расстояние по автодороге до районного центра Грязовца — 32 км, до центра муниципального образования Юрово — 12 км. Ближайшие населённые пункты — Захарово, Погорелка, Покровское.
По переписи 2002 года население — 5 человек.